# Gots
|  | Per a altres significats, vegeu «gots d'Escandinàvia». |

Els gots eren un dels pobles germànics originaris d'Escandinàvia que van expandir-se per mig Europa amenaçant el poder de l'Imperi Romà. Durant el segle iii es van dividir en dues tribus independents: els ostrogots i els visigots. Ambdues van mantenir contactes i aliances puntuals. Una altra versió més recent, defensada per J. Rosales i admesa per Fermín Miranda-García, defensa que els gots eren d'origen bàltic. S'han trobat moltes restes dels gots a l'actual Polònia, on van romandre durant segles.

## Societat i economia
L'economia era bàsicament agrícola i ramadera. Establien els seus poblats al voltant dels rius i llacs per aprofitar l'aigua. Gran part dels seus recursos, però, provenien de la guerra. Els gots eren temuts per la seva ferocitat. Dedicaven les victòries al déu de la guerra, Tyz o Tir (alguns hi veuen una versió del déu Mart romà), incloent-hi els sacrificis dels presoners, que després deixaven penjats dels arbres com a trofeu i advertiment pels enemics.
La societat estava organitzada en clans amb una noblesa pròpia i dinasties de sacerdots. Tenien una rica mitologia, lligada amb la literatura de transmissió oral. Enterraven els seus morts i marcaven la zona amb cercles de grans pedres de poder màgic.
Quan van tenir els primers contactes amb l'Imperi Romà els gots van viure del pillatge dins de les seves terres. Quan es van instal·lar a la Dàcia, es van dedicar a l'extracció de recursos minerals que després comercialitzaven amb els romans.
Amb l'establiment a la província romana de la Dàcia, es produeix un profund canvi en l'estructura econòmica i social dels gots. En un principi es tractava d'un poble seminòmada on tots els homes eren lliures i tenien els mateixos drets davant dels seus cabdills, sent tots guerrers en potència, per després passar a ser una societat dedicada a l'activitat agrícola i en menor escala ramadera. Neix així una força de camperols lliures que no han de guerrejar i una altra casta que estava conformada per guerrers professionals que es lliuraven de ple a la preparació militar.
Sorgeix també una aristocràcia que es dedicava a acumular grans riqueses obtingudes majoritàriament del comerç amb l'Imperi Romà. Aquest canvi social i econòmic d'esdevenir una nació agrícola, comporta que les aspiracions militars dels gots siguin la conquesta de terres fèrtils on poder assentar-se i desenvolupar l'activitat majoritària. En tot el territori conquerit es produeix aquest poderós fenomen, però es mostra una accentuació en comarques visigodes, atès que limitaven amb l'Imperi Romà, d'una banda, i amb els ostrogots, de l'altra, mentre que aquests últims posseïen la rereguarda desprotegida davant invasions hunes i d'altres grups bàrbars.
Cal destacar que els gots van absorbir amb facilitat innovacions tecnològiques, com l'estrep, l'arc, l'equitació i noves tàctiques militars basades principalment en la cavalleria armada amb arc i fletxa. Amb aquests avenços i la riquesa obtinguda del comerç amb els romans, els gots es converteixen llavors en una gran potència que es troba per sobre d'altres pobles germànics. Això fa que es transformin en un problema per a l'Imperi Romà.
Aquest desenvolupament econòmic (i també el desenvolupament militar) va produir preocupació dins dels límits imperials, de manera que Aurelià es va decidir a proclamar el Deus et dominus natus, reconeixent així a la nació goda assentada a la Dàcia, l'any 270. D'aquesta manera, els romans reconeixien als gots com una nació amiga i veïna, tot i que les incursions a l'altra banda del Danubi prosseguien sense importar el que s'estipulés en els tractats. Amb el Deus et dominus natus es va intentar pacificar als gots, fent-los creure que eren grats i necessaris per a l'Imperi Romà, com bé se sap, els romans sempre van ser bons diplomàtics.

## Llengua
L'idioma gòtic és una llengua germànica extinta, que, amb la llengua dels burgundis, vàndals, hèruls i rogens, constituïa el grup germànic oriental. A diferència de les últimes, de les quals només es coneixen alguns noms propis i alguns substantius, el gòtic és conegut per fragments que es conserven de la traducció de la Bíblia, efectuada per Ulfilas, que va convertir i evangelitzar als gots. Aquests, assentats al principi al nord del Danubi, van ser conduïts per l'esmentat bisbe l'any 348 a l'altre costat del riu, a prop de Nicòpolis, perquè poguessin escapar-se de les persecucions anticristianes decretades per Atanaric.
L'obra de Ulfilas va ser de gran importància. No només era gran coneixedor de la seva pròpia llengua, sinó també del llatí i del grec. Es va veure en la necessitat de traslladar els conceptes, els fets culturals i els objectes de la civilització grecoromana a una llengua allunyada de tot això, a causa de les característiques culturals del poble que la parlava tot i que sense cap tradició literària, si s'exceptuen les inscripcions rúniques germàniques. Per tant, Ulfilas va haver de crear primerament un alfabet provinent del grec, però amb trets llatins i rúnics, i solucionar a continuació els complicats problemes relacionats amb la semàntica. Fins i tot amb la limitació de tractar-se d'una llengua d'una sola persona i resultat d'una traducció, és la primera llengua germànica documentada. A més la llengua gòtica posseeix certs traços de conservació, absent o en vies de desaparició en altres llengües germàniques, que col·loquen a aquest idioma històric bastant a prop d'aquella abstracció científica que constitueix el germànic comú.

## Història
Al segle iii, després d'haver emigrat des del seu lloc d'origen a les regions bàltiques, els gots van avançar cap al Sud, seguint el curs del Vístula i després van penetrar per les planes danubianes fins a les ribes septentrionals de la mar Negra. El registres arqueològics demostren que la població gòtica s'havia traslladat i assentat a l'actual Ucraïna, i allí s'havia barrejat amb la població de cultura de Zarubintsy, i junts van formar la Cultura de Txèrniakhov. Aquest moviment cultural s'identifica amb la migració dels gots de Gothiscandza fins a Oium, però no tots els estudiosos troben proves convincents. En la seva migració, després de deixar darrere nombrosos pobles afins (els escirs i els gèpids en el Vístula, els hèruls i els rugens a Pomerània, els burgundis en la conca alta del riu Elba i els vàndals en la desembocadura d'aquest riu), van perdre la seva uniformitat ètnica a causa de baralles i confrontacions internes entre els clans de la tribu (les fonts que descriuen aquest fet són molt escasses), transformats en una nació relativament poderosa, es van dividir en dues faccions: els ostrogots a l'Est (entre el Don i el Dnièper) i els visigots a l'Oest (entre el Dnièper i el Tisza).
Els gots van aparèixer al segle iii a la regió de la mar Negra. Caracal·la (198-211), en una expedició a l'est, diu haver derrotat els gots. Els seus assentaments bloquejaven les rutes migratòries naturals dels nòmades de les estepes, raó per la qual anaren ocupant la Dàcia. En temps de l'emperador Felip l'Àrab (244-249) van assetjar Marcianòpolis, capital de la Mèsia Segona, i es va haver de comprar la pau a canvi d'una gran quantitat de diners. En temps d'Alexandre Sever (222-235) es trobaven de nou a la rodalia de Dàcia, país dels antics getes i dels escites; però no gaire més tard van tornar a assolar Mèsia.
Els gots semblen haver sorgit de la fusió dels bastarnes, un poble germànic que ja habitava a Europa oriental el segle ii aC, amb altres pobles germànics procedents del nord. Els bastarnes van emigrar el segle ii aC de la regió del Vístula cap a la desembocadura del Danubi, ocupant la regió entre els Carpats i la desembocadura del Danubi, al costat de pobles sàrmates i emigrant més tard cap al nord, unint-se a l'aliança marcomana en temps de Marc Aureli (161-180). Els gots procedents del nord, els van sotmetre cap al 200.
El 250 foren derrotats per Deci havent d'aixecar el setge de Nicòpolis, a la riba del Danubi, però poc després un exèrcit romà sencer fou anihilat en la batalla de Filipòpolis i els gots van entrar a Macedònia i Grècia i van arribar fins a les Termòpiles on foren obligats a retirar-se; un altre cop a Mèsia van derrotar Deci i li van anihilar un segon exèrcit en la batalla d'Abrit.
Per aquest temps es van estendre per la costa de l'Euxí (mar Negra) i quan van construir vaixells es va embarcar per atacar Pitiünt (253), on van trobar una forta resistència que els va fer retirar, però van tornar al cap de poc i la van ocupar. La mateixa sort va córrer Trapezunt, on a més van apoderar-se d'una gran flota amb la que van sortir a la mar el 258. El 259 van fer una segona expedició al Bòsfor Traci i van ocupar Calcedònia, Nicomèdia, Nicea, Prusa, Apamea i Cios.
Amb una flota encara més gran (un 500 vaixells) van iniciar la seva tercera expedició naval i van desembarcar a Cízic, que fou destruïda, i van passar a la mar Egea on van arribar a l'Àtica, la costa de la qual fou assolada, i també la del Peloponnès arribant fins a la costa de l'Epir i Il·líria; també van saquejar la costa de Tessàlia.
Cansats d'aquestes expedicions, van retornar a Mèsia i van travessar el Danubi cap al país on s'havien establert, al nord-oest de l'Euxí; però una part va decidir seguir les expedicions cap a la costa de l'Àsia Menor, si bé finalment també van tornar al país d'assentament.
No hi van romandre molt de temps i el 269 van iniciar una nova expedició per mar i encara que van patir algunes derrotes a les costes de Tràcia i de l'Àsia Menor, van assolar Creta i van assetjar Cassandrea i Tessalònica. Finalment, però, foren derrotats el mateix 269 per l'emperador Claudi II el Gòtic en tres batalles (l'emperador fou anomenat "gòtic" per aquesta raó). La majoria dels que havien participat en l'expedició no van tornar però els que havien restat al país van continuar atacant territori romà, i Lluci Domici Aurelià els va haver de cedir la província de Dàcia i això els va tenir quiets per uns cinquanta anys, amb l'excepció d'una expedició a Còlquida i Àsia Menor feta en temps de Marc Claudi Tàcit (275-276).
El 332, avançat el regnat de Constantí el Gran, un regiment de cavalleria taifal de 500 homes comprometia els romans i els va fer fugir però finalment van caure en mans dels romans. El mateix 332 els teruings del rei Ariaric envaïren el territori dels sàrmates esperant l'habitual reacció imperial d'acollir els refugiats, però en canvi l'emperador va enviar el seu fill Constantí el Jove a territori dels sàrmates en el seu suport, atacant els teruings, als que derrotà causant cent mil baixes; i, com que els habitants de Crimea envaïren els territoris gots, va pactar la pau amb Roma, pau que van respectar mentre la família de Constantí va romandre al tron (fins al 363). El rei Hermanric no va voler fer la guerra a Roma, però els gots occidentals o visigots van fer la guerra a Valent (367 a 369) al final de la qual es va signar un tractat de pau avantatjós per als gots.
Amb la invasió dels huns, els visigots van demanar la protecció imperial i sota els caps Fritigern i Alaviv, 200.000 visigots van travessar el Danubi el 375 i es van establir a Mèsia, en territori romà, com a federats. Els ostrogots, l'altra branca, no foren admesos pels romans i es van refugiar a les muntanyes sota el rei Atanaric. No van trigar a produir-se conflictes entre visigots i romans, i els primers van atacar i derrotar el general Lupicinus, i van abandonar els seus assentaments. Els ostrogots que s'havien refugiat a les muntanyes es van unir a Fritigern quan aquest va iniciar la lluita contra Roma i, units a bandes de gots que havien servit a l'exèrcit romà, varen derrotar l'exèrcit imperial en la batalla d'Adrianòpolis on el mateix emperador Valent va morir (378). Els visigots es van presentar a Constantinoble, que no van poder ocupar, i llavors es van dirigir a l'oest fins als Alps Julians, mentre els ostrogots van establir-se a la Pannònia.
En temps de Teodosi, quan els ostrogots de la Pannònia havien aconseguit l'amistat dels visigots, un nou grup d'ostrogots va aparèixer a la desembocadura del Danubi, però en travessar el riu foren completament derrotats pels romans. Els ostrogots es van unir a Àtila i el van seguir a la Gàl·lia, però després de la mort d'Àtila van tornar a la Pannònia, que els fou cedida amb la condició de federats, rebent la més gran quantitat de diners a canvi de la pau.
Sota Teodosi van continuar amb les seves devastacions i van continuar dominant Tràcia i Dàcia i tot i les baixes en combats eren cobertes pels que arribaven dels seus assentaments anteriors. La cort imperial va decidir que calia assimilar-los i foren acollits com a aliats i amics de Roma. Això va durar fins a la mort de Teodosi quan els gots, sota la direcció d'Alaric I, van abandonar Tràcia (Mèsia) i van avançar per Grècia fins a les Termòpiles, que aquesta vegada van travessar, arribant a Tebes i Atenes, i saquejant Argos, Corint i Esparta, i d'allí van passar a l'Epir i a Il·líria, on varen romandre.
Al mateix temps un altre grup de gots dirigits per Gaina, que es van quedar a l'est, van intentar ocupar Constantinoble i proclamar emperador al mateix Gaina sense èxit i es van haver de retirar creuant el Danubi.
Llavors Alaric va pactar amb l'Imperi Romà i fou nomenat Dux Illyrici i patrici romà, passant al servei de Roma. Va fer una primera invasió de l'Imperi occidental (Itàlia) vers el 400 però fou obligat a retirar-se'n. Un cap got, Radagais, al front d'una horda considerable, va travessar els Alps el 405 i va envair Itàlia però no va obtenir els resultats esperats. Alaric va tornar a Itàlia, va saquejar Roma i va marxar al sud, on va morir. El 412 els visigots foren enviats a la Gàl·lia on es podrien establir com a federats. No van trigar a travessar el Pirineus per lluitar contra sueus, vàndals i alans que dominaven part d'Hispània i on van acabar per establir-se, conquerint la Bètica el 458.
Un temps després el rei Widemir va dirigir als seus cap a Itàlia, però el seu fill, subornat per l'emperador Gliceri (473-474) va abandonar la regió per unir-se als visigots més a l'oest. Un altre grup d'ostrogots va travessar l'imperi oriental i finalment van poder-se establir-se al Baix Danubi, amb possible capital a Nova (Mèsia) on va residir el rei Teodoric I de Tolosa que el 489 fou instigat per l'emperador Zenó a dirigir-se cap a l'oest per conquerir Itàlia. Teodoric va triomfar i va establir el regne dels ostrogots sobre les restes de l'Imperi dominat per Odoacre i els hèruls.
Al segle iii les branques dels gots o germànics sud-orientals eren les següents:
- Els gothi minores, o moesogothi (mesogots), foren els gots que es van establir a la Mèsia. Més tard foren els visigots.
- Els gothi tetraxitae, establerts al Palus Maeotis. Més tard foren els ostrogots.
- Els taifals, al Danubi i Dàcia
- Els gèpides (gepidae)
- Els rugii (rugis)
- Els sciri i turcilingi
- Els hèruls (heruli)
- Els juthungi (juts)

La nació sencera es va dividir en dos gran grups: els ostrogots, a les estepes de l'est, i els visigots, a les parts més fèrtils a l'oest dels anteriors. Alguns erudits pensen que els gretungi era el nom donat als ostrogots i no el nom d'un poble germànic; altres els consideren la principal de les tribus dels ostrogots. Els thervingi tenen la mateixa consideració com a principal tribu dels visigots.
El cristianisme va entrar entre els gots al segle iv. Un bisbe dels gots ja fou present al concili de Nicea el 325. El bisbe Úlfila fou arrià que probablement fou la tendència dominant entre els gots; Atanaric va intentar extirpar el cristianisme però no ho va aconseguir. Úlfila fou l'inventor de l'alfabet gòtic.
Els visigots foren els primers entre els pobles germànics a tenir un codi de lleis escrit (Codi d'Euric).